# Niagara (französische Band)
Niagara war eine französische Band, die aus der Sängerin Muriel Laporte (später Muriel Moreno) und Daniel Chenevez am Keyboard bestand.

## Geschichte
Die Gruppe wurde 1984 in Rennes (Frankreich) gegründet und veröffentlichte 1985 ihre erste Single Tchiki boum. Im Sommer 1985 folgte L’amour à la plage sowie das erste Album Encore Un Dernier Baiser.
Ende der 1980er und Anfang der 1990er waren sie in Europa und Nordamerika recht erfolgreich. Als das Paar Laporte/Moreno-Chenevez 1993 auseinanderging, wurde auch die Gruppe aufgelöst. Beide Musiker verfolgten daraufhin Solo-Karrieren.

## Diskografie

### Studioalben
- 1985: Encore Un Dernier Baiser (FR: Gold)
- 1988: Quel Enfer (FR: ×2Doppelgold )
- 1990: Religion (FR: ×2Doppelgold )
- 1992: La Vérité (FR: Gold)

### Kompilationen
| Jahr | Titel   | Höchstplatzierung, Gesamtwochen, AuszeichnungChartplatzierungen (Jahr, Titel, Platzierungen, Wochen, Auszeichnungen, Anmerkungen) | Höchstplatzierung, Gesamtwochen, AuszeichnungChartplatzierungen (Jahr, Titel, Platzierungen, Wochen, Auszeichnungen, Anmerkungen) | Höchstplatzierung, Gesamtwochen, AuszeichnungChartplatzierungen (Jahr, Titel, Platzierungen, Wochen, Auszeichnungen, Anmerkungen) | Anmerkungen |
| Jahr | Titel   | FR | BEW | CH | Anmerkungen |
| ---- | ------- | --- | --- | --- | ----------- |
| 2002 | Flammes | FR— ×3DreifachplatinFR | BEW23 (4 Wo.)BEW | CH54 (8 Wo.)CH |             |

### Singles
| Jahr | Titel                                        | Höchstplatzierung, Gesamtwochen, AuszeichnungChartsChartplatzierungen (Jahr, Titel, Platzierungen, Wochen, Auszeichnungen, Anmerkungen) | Anmerkungen |
| Jahr | Titel                                        | FR | Anmerkungen |
| ---- | -------------------------------------------- | --- | ----------- |
| 1985 | Tchiki boum Encore un dernier baiser         | FR13 Silber · (20 Wo.)FR |             |
| 1986 | L’amour à la plage Encore un dernier baiser  | FR5 Silber · (19 Wo.)FR |             |
| 1986 | Je dois m’en aller Encore un dernier baiser  | FR13 Silber · (21 Wo.)FR |             |
| 1987 | Quand la ville dort Encore un dernier baiser | FR7 Silber · (19 Wo.)FR |             |
| 1988 | Assez! Quel enfer!                           | FR32 (8 Wo.)FR |             |
| 1988 | Soleil d’hiver Quel enfer!                   | FR12 (14 Wo.)FR |             |
| 1989 | Flammes de l’enfer Quel enfer!               | FR35 (6 Wo.)FR |             |
| 1990 | J’ai vu Religion                             | FR32 (13 Wo.)FR |             |
| 1990 | Pendant que les champs brûlent Religion      | FR45 (3 Wo.)FR |             |

Weitere Singles
- 1989: Baby Louis
- 1991: Psychotrope
- 1991: La vie est peut-être belle
- 1992: La Fin des étoiles
- 1993: Un million d’années
- 1993: Le Minotaure

## Auszeichnungen für Musikverkäufe
| Goldene Schallplatte - Frankreich - 2003: für das Videoalbum Flammes |

Anmerkung: Auszeichnungen in Ländern aus den Charttabellen bzw. Chartboxen sind in ebendiesen zu finden.
| Land/RegionAuszeichnungen für Musikverkäufe (Land/Region, Auszeichnungen, Verkäufe, Quellen) | Silber     | Gold     | Platin     | Verkäufe  | Quellen                     |
| -------------------------------------------------------------------------------------------- | ---------- | -------- | ---------- | --------- | --------------------------- |
| Frankreich (SNEP)                                                                            | 4× Silber4 | 7× Gold7 | 3× Platin3 | 1.910.000 | infodisc.fr snepmusique.com |
| Insgesamt                                                                                    | 4× Silber4 | 7× Gold7 | 3× Platin3 |           |                             |

## Künstlerische Wirkung
Das Lied Pendant que les champs brûlent ist im 2013 erschienenen Film Gabrielle – (K)eine ganz normale Liebe (Gabrielle) von Louise Archambault aufgegriffen worden.